# Lotus 102D
Chronologie des modèles (1992)
Lotus 102B Lotus 107
La Lotus 102D est la monoplace de Formule 1 engagée par l'écurie Team Lotus en championnat du monde de Formule 1 1992. Évolution de la Lotus 102B mais dotée d'un moteur V8 Ford-Cosworth au lieu d'un bloc Judd, elle participe à cinq courses en début de saison avant d'être remplacée par la Lotus 107.

## Historique
Pour 1992, Lotus envisage d'engager une nouvelle évolution de la 102 dotée d'un moteur Isuzu V12, mais cette version 102C ne sera jamais produite. Faute d'importants moyens financiers, la conception de la Lotus 107 est repoussée également et Lotus s'engage finalement avec une ultime évolution de la 102, le modèle 102D, qui est motorisé par un Ford-Cosworth. Il s'agit du troisième changement de moteur en trois ans (Lamborghini V12 en 1990, Judd V8 en 1991 puis Cosworth en 1992, sans compter l'essai d'un bloc Isuzu fin 1991).
Confiée aux mêmes pilotes que la saison précédente (Mika Häkkinen et Johnny Herbert, désormais titulaire à temps plein), la Lotus 102D est engagée pour les cinq premières courses de la saison 1992.
Lors du Grand Prix d'ouverture, en Afrique du Sud, Johnny Herbert, qualifié en onzième position, inscrit le premier point de son équipe en se classant sixième de la course. Au Grand Prix suivant, disputé au Mexique, Häkkinen, bien que parti du fond de la grille, se classe également sixième, juste devant son coéquipier, et inscrit le second et dernier point de la Lotus 102D.
Après une non-qualification d'Häkkinen à Imola, où Herbert dispose de la Lotus 107, la 102D est définitivement remplacée. À l'issue de la saison, Lotus se classe cinquième du championnat du monde avec un total de treize points, dont onze inscrits avec la Lotus 107.

## Résultats en championnat du monde de Formule 1
| Saison | Écurie     | Moteur               | Pneus    | Pilotes        | Courses | Courses | Courses | Courses | Courses | Courses | Courses | Courses | Courses | Courses | Courses | Courses | Courses | Courses | Courses | Courses | Points inscrits | Classement |
| Saison | Écurie     | Moteur               | Pneus    | Pilotes        | 1       | 2       | 3       | 4       | 5       | 6       | 7       | 8       | 9       | 10      | 11      | 12      | 13      | 14      | 15      | 16      | Points inscrits | Classement |
| ------ | ---------- | -------------------- | -------- | -------------- | ------- | ------- | ------- | ------- | ------- | ------- | ------- | ------- | ------- | ------- | ------- | ------- | ------- | ------- | ------- | ------- | --------------- | ---------- |
| 1992   | Team Lotus | Ford Cosworth V8 HBD | Goodyear |                | AFS     | MEX     | BRÉ     | ESP     | SMR     | MON     | CAN     | FRA     | GBR     | ALL     | HON     | BEL     | ITA     | POR     | JAP     | AUS     | 13*             | 5e         |
| 1992   | Team Lotus | Ford Cosworth V8 HBD | Goodyear | Mika Häkkinen  | 9e      | 6e      | 10e     | Abd     | Nq      |         |         |         |         |         |         |         |         |         |         |         | 13*             | 5e         |
| 1992   | Team Lotus | Ford Cosworth V8 HBD | Goodyear | Johnny Herbert | 6e      | 7e      | Abd     | Abd     |         |         |         |         |         |         |         |         |         |         |         |         | 13*             | 5e         |

Légende : ici 

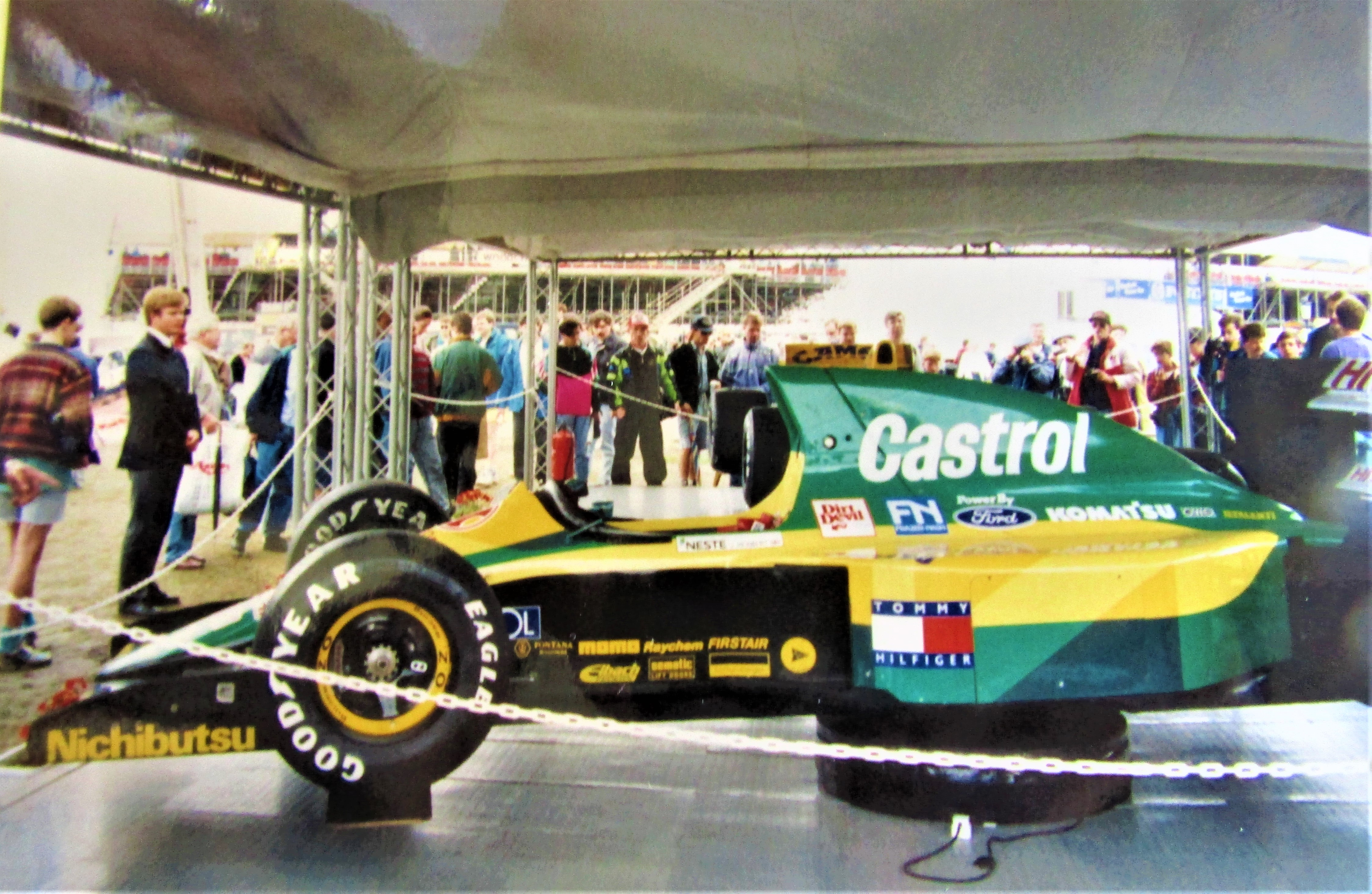
La Lotus 102D de Johnny Herbert exposée au Grand Prix de Grande-Bretagne 1992.

- * 11 points marqués avec la Lotus 107.